# Brent Robinson
Brent Robinson (* 10. März 1981 in Pointe-Claire, Québec) ist ein ehemaliger kanadischer Eishockeyspieler (Stürmer), der seine Karriere beim EHC München beendete.

## Karriere
Robinson begann seine Eishockeykarriere in der Saison 2000/01 an der Brown University, für die er bis zur Saison 2003/04 spielte, bevor er noch im gleichen Jahr zu den Hamilton Bulldogs in die AHL wechselte.
In der Saison 2004/05 stand Robinson bei den Philadelphia Phantoms unter Vertrag, ging jedoch dann für die Trenton Titans aufs Eis.
Der Sprung nach Europa kam mit der Saison 2005/06, in der Robinson zuerst nach Schweden zu Rögle BK und später zum REV Bremerhaven in die 2. Bundesliga wechselte.
Zu Beginn der Saison 2006/07 sicherte sich der EHC München die Dienste von Robinson, bei dem er auch in der Saison 2007/08 unter Vertrag stand. Auf eine weitere Zusammenarbeit über die Saison hinaus konnte man sich nicht einigen, da Robinson im April eine Vertragsverlängerung vorerst verweigerte und daraufhin seine Karriere beendete.

## Erfolge und Auszeichnungen
- 2005 Kelly-Cup-Gewinn mit den Trenton Titans

## Statistiken
(Legende zur Spielerstatistik: Sp oder GP = absolvierte Spiele; T oder G = erzielte Tore; V oder A = erzielte Assists; Pkt oder Pts = erzielte Scorerpunkte; SM oder PIM = erhaltene Strafminuten; +/− = Plus/Minus-Bilanz; PP = erzielte Überzahltore; SH = erzielte Unterzahltore; GW = erzielte Siegtore; 1 Play-downs/Relegation; Kursiv: Statistik nicht vollständig)